# Eudejeania nuditibia
Eudejeania nuditibia är en tvåvingeart som beskrevs av Curtis W. Sabrosky 1947. Eudejeania nuditibia ingår i släktet Eudejeania och familjen parasitflugor. Inga underarter finns listade i Catalogue of Life.